# Jan Claessens
Pour les articles homonymes, voir Claessens.
Jan Claessens, né en 1879 à Anvers, décédé en 1963, est un peintre et graveur belge de paysages, marines et scènes d'intérieurs.
Il fut élève de Albrecht et Julien De Vriendt à l'Académie des Beaux-Arts et à l'Institut supérieur d'Anvers.
Il peint essentiellement des paysages de sa ville natale, de ses environs et de l'Escaut.